# Suji Bashi Kabuto
Der Suji Bashi Kabuto ist ein Helm aus Japan, der von Samurai zu ihrer Rüstung (Yoroi) getragen wurde.

## Beschreibung
Der Suji Bashi Kabuto besteht in der Regel aus Eisen. Er wird zu den Multiplattenhelmen gezählt und es gibt ihn in drei leicht unterschiedlichen Versionen (Suji Bashi Kabuto, Koboshi Bashi Kabuto und Hari Bashi Kabuto). Er besteht aus bis zu 120 einzelnen Metallplatten. Die Metallplatten sind ähnlich einem Tortenstück geformt und werden nebeneinander angeordnet, um die Helmkalotte zu bilden. Die Kalotte ist bei dieser Helmform höher ausgearbeitet als bei anderen Arten dieser Helme. Typisch für diese Helmform sind die Rippen oder Grate, die die einzelnen Helmplatten begrenzen. Der Unterschied zu anderen Multiplatten-Helmen besteht darin, dass die normalerweise deutlich sichtbaren Befestigungsnieten der Platten flach abgefeilt sind. Auf der Oberseite des Kabuto ist eine Art Kopf (jap. Tehen-No-Kanamono) angebracht der als Befestigung der gesamten Platten dient. Die zusätzliche Ausschmückung der Helme kann sehr stark variieren. Allgemein wird an den Helmen ein Seitenschutz (jap. Fukigaeshi), ein Nackenschutz (jap. Shikoro), eine Helmzier (jap. Maedate) und ein Befestigungsband (jap. Shinobi-O-Noh) angebracht um den Helm am Kopf zu fixieren. Zu dieser Helmart wurden oft die Gesichtsmasken (jap. Menpo) getragen. Die Helme wurden in Japan oft in verschiedenen Farben lackiert. Dies diente zur Dekoration, aber auch um das Metall des Helmes vor Witterungseinflüssen zu schützen.